# Thomas-Kleintenrek
Der Thomas-Kleintenrek (Microgale thomasi), auch Thomas-Kleintanrek, ist eine Säugetierart aus der Gattung der Kleintenreks innerhalb der Familie der Tenreks. Er gehört zu den mittelgroßen Vertretern der Gattung und wird wie andere Kleintenreks auch durch einen spindelförmigen Körper, kurze Gliedmaßen und einen langschmalen Kopf mit spitzer Schnauze charakterisiert. Markant ist der kurze Schwanz. Die Verbreitung der Art erstreckt sich über ein relativ großes Gebiet im östlichen Madagaskar. Dort bewohnen die Tiere die tropischen Regenwälder des mittleren und höheren Berglands. Über ihre Lebensweise ist bisher kaum etwas bekannt. Die Art wurde im Jahr 1896 wissenschaftlich eingeführt. Der Bestand ist nicht gefährdet.

## Merkmale

### Habitus
Der Thomas-Kleintenrek ist ein mittelgroßer Vertreter der Kleintenreks, etwa in der Größe des Gebirgs-Kleintenrek (Microgale monticola). Drei untersuchte Individuen aus dem Verbreitungsgebiet im östlichen Madagaskar allgemein hatten eine Kopf-Rumpf-Länge von 9,1 bis 9,7 cm, der Schwanz maß 6,2 bis 7,2 cm. Demgegenüber erreichten zehn analysierte Tiere aus dem Anosyenne-Gebirge im Süden der Insel eine Körperlänge von 8,6 bis 9,6 cm und eine Schwanzlänge von 6,3 bis 8,0 cm. Das Körpergewicht lag bei 19,5 bis 25 g. Allgemein zeichnen sich die Tiere wie alle Kleintenreks durch einen spindelförmigen Körper mit kurzen, kräftigen Gliedmaßen und einen langschmalen Kopf mit spitz zulaufender Schnauze aus. Die Ohren sind moderat groß, ihre Länge beträgt 17 bis 20 mm. Der Schwanz ist generell etwas kürzer als der übrige Körper. Das Rückenfell hat eine gefleckte Musterung, es besitzt eine dunkle rötlich braune Farbgebung. Die Unterseite ist heller gefärbt. Der Schwanz hebt sich durch eine zweifarbige Tönung hervor, die vor allem am Schwanzansatz auffällt. Die Oberseite erscheint dunkelbraun, die Unterseite gelblich braun. Bedeckt wird der Schwanz von einem Fell aus eher langen, schuppigen Haaren. Hände und Füße sind fünfstrahlig aufgebaut, der Fuß misst in der Länge 17 bis 20 mm. Abweichend vom Gebirgs-Kleintenrek sind die einzelnen Fußglieder nicht gestreckt. Die erste Zehe ragt kaum bis zur Basis des ersten Zehenglieds des zweiten Strahls, die fünfte Zehe reicht bis etwa zur Mitte des zweiten Zehenglieds der vierten Strahls. Die Sohle des Hinterfußes ist mit Haaren bedeckt. Die Krallen des Vorderfußes sind lang und gebogen. Weibliche Tiere haben ein oder zwei Paare an Zitzen in der Bauchgegend und zwei Paare in der Leistengegend.

### Schädel- und Gebissmerkmale
Der Schädel wird zwischen 25,9 und 27,3 mm lang, an der breitesten Stelle im Bereich des Hirnschädels misst er 10,5 bis 11,6 mm. Er ist moderat robust gebaut, der hintere Schädelbereich hat eine kurze und breite sowie hohe Gestalt. Der Jochbogen ist wie bei allen Tenreks nicht geschlossen. Das hintere Keilbein (Basisphenoid) verläuft eher gestuft und nicht so gerade wie beim Gebirgs-Kleintenrek, das hintere Gaumenbein endet gerundet. Der Unterkiefer besitzt eine Länge von 17,9 bis 19,2 mm, wovon der aufsteigende Ast bis zu 6,9 mm einnimmt. Die Höhe des Kronenfortsatzes liegt bei 6,5 mm.
Das Gebiss setzt sich aus 40 Zähnen zusammen, die Zahnformel lautet: {\displaystyle {\frac {3.1.3.3}{3.1.3.3}}}. Auffallend sind die sehr großen ersten oberen und unteren Prämolaren (P2). Die Molaren entsprechen weitgehend denen der anderen Kleintenreks. Sie haben ein zalambdodontes Kauflächenmuster, das aus drei Haupthöckerchen besteht. Der hintere obere Backenzahn ist in seiner Größe reduziert. Die Länge der oberen Zahnreihe variiert von 12,7 bis 13,2 mm.

## Verbreitung

Verbreitungsgebiet des Thomas-Kleintenreks

Der Thomas-Kleintenrek ist endemisch in Madagaskar verbreitet. Wie viele andere Vertreter der Kleintenreks kommt er im feuchteren Osten des Inselstaates vor, wo er einen mehr oder weniger breiten Streifen besiedelt, der im Norden etwa bei Zahamena im zentralen Bereich der Provinz Toamasina beginnt und nach Süden bis in das Anosyenne-Gebirge im südlichen Teil der Provinz Toliara reicht. Weitere bedeutende Fundpunkte finden sich im zentral-östlichen Teil der Insel, unter anderem in den Waldgebieten von Ambatovy-Analamay-Torotorofotsy, in der Provinz Toamasina und von Ranomafana in der Provinz Fianarantsoa, darüber hinaus auch im Waldkorridor von Anjozorobe-Angavo im Grenzgebiet der Provinzen Toamasina und Antananarivo. Abgetrennt von diesem Hauptverbreitungsgebiet kommen kleinere Populationen weiter westlich im Waldgebiet von Tsinjoarivo und von Nosiarivo am Ankaratra-Massiv südlich beziehungsweise südwestlich der madagassischen Hauptstadt Antananarivo in der gleichnamigen Provinz vor. Zudem konnte die Art weiter nördlich am Tsaratanana-Massiv in der Provinz Mahajanga nachgewiesen werden, dieses schließt mit dem Maromokotro die höchste Erhebung der Insel ein. Dort ist der Thomas-Kleintenrek ausschließlich in Höhenlagen um 2050 m präsent. Die Höhenverteilung reicht im weiteren Verbreitungsgebiet ansonsten abwärts bis 800 m. Die Tiere bevorzugen feuchte tropische Regenwälder, sie sind aber auch in von Menschen beeinflussten Gebieten nachgewiesen. Lokal können sie relativ häufig auftreten.

## Lebensweise
Der Thomas-Kleintenrek ist nur wenig untersucht, Daten zur Lebensweise liegen kaum vor. Die Tiere bewohnen dichte Wälder und leben am Boden. Ihre Hauptnahrung besteht laut Isotopenuntersuchungen an Individuen aus dem Waldgebiet von Tsinjoarivo aus Insekten. Unter Umständen fressen sie auch kleinere Angehörige der Kleintenreks. Im Anosyenne-Gebirge wurden zwischen Mitte Oktober und Anfang Dezember ein milchproduzierendes und ein trächtiges Weibchen beobachtet. Letzteres hatte je einen Embryo pro Eileiter. Als äußere Parasiten sind Flöhe der Gattung Paractenopsyllus bekannt, innere werden durch den Einzeller Eimeria repräsentiert.

## Systematik
Der Thomas-Kleintenrek ist eine Art aus der Gattung der Kleintenreks (Microgale) innerhalb der Familie der Tenreks (Tenrecidae). Zusammen mit den Reiswühlern (Oryzorictes) und den Vertretern der Gattung Nesogale formen die Kleintenreks die Unterfamilie der Reistenreks (Oryzorictinae). Sie stellen außerdem mit mehr als 20 Arten das formenreichste Mitglied der Tenreks dar. Einigen morphologischen Merkmalen zufolge sind die Kleintenreks als eher ursprünglich innerhalb der Familie anzusehen. Nach molekulargenetischen Analysen bildete sich die Gattung bereits im Unteren Miozän vor etwa 16,8 Millionen Jahren heraus. In der Zeit darauf fand eine starke Diversifizierung statt. Die heutigen Vertreter zeigen Anpassungen an verschiedene Lebensweisen, so kommen teils unterirdisch grabende, oberirdisch lebende beziehungsweise baumkletternde und wasserbewohnende Arten vor. Der weitaus größere Teil der Kleintenreks bewohnt die feuchten Wälder des östlichen Madagaskars, vergleichsweise wenige Formen haben dagegen auch die trockeneren Landschaften des westlichen Inselteils erschlossen. Innerhalb der Gattung können sowohl morphologisch als auch genetisch verschiedene Verwandtschaftsgruppen nachgewiesen werden. In früheren morphologischen Analysen galt der Thomas-Kleintenrek als eng verwandt mit dem Cowan-Kleintenrek (Microgale cowani), in dessen Nähe auch der Zwergkleintenrek (Microgale parvula) gesehen wurde. Andere Autoren vermuteten später eine engere Beziehung zum Gebirgs-Kleintenrek (Microgale monticola). Genetische Studien unterstützen erstere Annahme, wobei der Zwergkleintenrek allerdings nicht mehr zur näheren Verwandtschaft innerhalb der Gattung zählt.
Der Thomas-Kleintenrek erhielt seine wissenschaftliche Erstbeschreibung im Jahr 1896 durch Charles Immanuel Forsyth Major. Dafür standen Major zwei Individuen zur Verfügung, von denen eins aus dem Waldgebiet von Ampitambè in der Umgebung von Fandriana im südlich-zentralen und ein weiteres aus dem Waldgebiet von Ivohimanitra bei Ambohimanga im zentralen Hochland von Madagaskar stammte. Der Holotyp, ein ausgewachsenes Männchen, wurde 1865 von Major selbst an ersterer Lokalität geborgen, welche als Typusregion gilt. Es gibt aber einzelnen Probleme mit der genauen Ortung des Fundgebiets, da Majors Angaben nicht schlüssig sind. Gegenwärtig reichen die Vermutungen, wo das Waldgebiet von Ampitambè tatsächlich liegt von 120 km nördlich bis 70 km südlich von Fandriana. Der Artzusatz thomasi bezieht sich auf Oldfield Thomas, der zahlreiche Vertreter der Kleintenreks benannte und 1882 auch die Gattung Microgale etabliert hatte. Major verglich seine neue Art mit dem Cowan-Kleintenrek und vermerkte, dass beide sehr ähnlich seien, sich aber in der Größe unterscheiden. Teilweise wurde überlegt, beide Arten zusammenzuführen. Allerdings sind neben den Größenunterschieden auch bedeutende Abweichungen im Karyotyp vorhanden und somit der jeweilige Artstatus gerechtfertigt. Daneben weisen genetische Untersuchungen den Thomas-Kleintenrek als Schwestertaxon einer Gruppe bestehend aus dem Cowan- und dem Dunklen Kleintenrek (Microgale jobihely) aus.

## Bedrohung und Schutz
Bedrohungen für den Bestand des Thomas-Kleintenreks ergeben sich lokal durch Waldzerstörung und Fragmentierung des Lebensraumes infolge von Umwandlung in landwirtschaftlich nutzbare Flächen. Auch Holzentnahme oder Waldbrände haben einen negativen Einfluss. Die Art ist allerdings weit verbreitet und die Population wird als entsprechend groß angenommen. Zudem kommen die Tiere auch mit teils anthropogen veränderten Landschaften wie etwa Weideflächen in Wäldern zurecht. Die IUCN stuft den Thomas-Kleintenrek daher als „nicht bedroht“ (least concern) ein. Er ist in mehreren Schutzgebieten präsent, etwa dem Nationalpark Andohahela, dem Nationalpark Andringitra, dem Nationalpark Ranomafana und dem Nationalpark Mantadia. Für den Schutz der Tiere sind weitere Untersuchungen zu ihrer Population allgemein sowie zur Biologie und Ökologie notwendig.